# Trietil ortoformat
Trietil ortoformat je ortoestar mravlje kiseline. Ovaj materijal je komercijalno dostupan. On se može pripremiti reakcijom natrijum etoksida i hloroforma:
Trietil ortoformat je reaktant u Bodroux-Chichibabin aldehid sintezi, na primer:

## Literatura
1. ↑   уреди
2. ↑  Evan E. Bolton; Yanli Wang; Paul A. Thiessen; Stephen H. Bryant (2008). „Chapter 12 PubChem: Integrated Platform of Small Molecules and Biological Activities”. Annual Reports in Computational Chemistry. 4: 217—241. doi:10.1016/S1574-1400(08)00012-1.
3. ↑  W. E. Kaufmann and E. E. Dreger (1941). „Ethyl orthoformate”. Org. Synth.; Coll. Vol., 1, стр. 258
4. ↑  G. Bryant Bachman (1943). „n-Hexaldehyde”. Org. Synth.; Coll. Vol., 2, стр. 323
5. ↑  Sigma Aldrich